# Мишковець
Мишковець (пол. Myszkowiec) — село в Польщі, у гміні Дорогуськ Холмського повіту Люблінського воєводства. Населення — 71 особа (2011).

## Історія
За даними етнографічної експедиції 1869—1870 років під керівництвом Павла Чубинського, у селі здебільшого проживали українськомовні греко-католики, меншою мірою — польськомовні римо-католики.
У 1975—1998 роках село належало до Холмського воєводства.

## Демографія
Демографічна структура станом на 31 березня 2011 року:
|          | Загалом | Допрацездатний вік | Працездатний вік | Постпрацездатний вік |
| -------- | ------- | ------------------ | ---------------- | -------------------- |
| Чоловіки | 35      | 10                 | 25               | 0                    |
| Жінки    | 36      | 10                 | 18               | 8                    |
| Разом    | 71      | 20                 | 43               | 8                    |